# Фон Эрих, Кевин
Ке́вин Росс А́дкиссон (англ. Kevin Ross Adkisson, род. 15 мая 1957, Белвилл, Иллинойс), более известный под именем Ке́вин фон Э́рих (англ. Kevin Von Erich) — бывший американский рестлер. Является частью реслинг-семьи фон Эрихов.
Наиболее известен тем, что выступал в промоушене отца — World Class Championship Wrestling (WCCW), где один раз стал чемпионом мира, выиграв чемпионство мира WCCW в тяжёлом весе.

## Карьера в рестлинге

### Редкие появления (2017, 2023)
9 июля 2017 года в возрасте 60 лет фон Эрих вернулся в рестлинг впервые за 22 года. Вместе со своими сыновьями Россом и Маршаллом он победил Марти Джаннетти, Джампинг Ли и Гери Ройфа на шоу The Rage Wrestling в Тель-Авиве, Израиль. 13 декабря 2023 года Кевин появился вместе со своими сыновьями Россом и Маршаллом в эпизодах шоу All Elite Wrestling Dynamite и Rampage.

## Личная жизнь
1 августа 1980 года фон Эрих женился на Пэм Адкиссон. Пара живёт на Гавайях и вместе ведёт семейный инвестиционный бизнес. Кевин занимается коммерческой недвижимостью и владеет правами на компанию Southwest Sports (дистрибьютор World Class Championship Wrestling), которая теперь известна как K.R. Adkisson Enterprises.
У пары четверо детей: Кристен (род. 1981), Джиллиан (род. 1985), Дэвид Майкл Росс (род. 1 июня 1988) и Кевин Маршалл (род. 10 ноября 1992 года). У них одиннадцать внуков. Джилл — мать трёх дочерей и сына. У Маршалла и его жены Корал двое сыновей.
Кевин — последний оставшийся в живых сын рестлера Фрица фон Эриха. Он был вторым по счёту сыном. У Кевина было четыре брата, которые занимались рестлингом: Дэвид, Керри, Майк и Крис. Его старший брат Джек Бартон Эдкиссон-младший, родившийся 21 сентября 1952 года, 7 марта 1959 года погиб в возрасте шести лет в Ниагара-Фолс, Нью-Йорк, наступив на тягово-сцепное устройство. После прикосновения его ударило током, он упал в лужу тающего снега лицом и захлебнулся.

## В медиа
Адкиссон, как Кевин Фон Эрих, появляется в видеоиграх Legends of Wrestling, Legends of Wrestling II, Showdown: Legends of Wrestling, WWE 2K17 и WWE 2K18.
22 декабря 2023 года вышел биографический художественный фильм «Стальная хватка» с Заком Эфроном в роли Кевина.

## Титулы и достижения
- All Japan Pro Wrestling
  - Командный чемпион всей Азии (1 раз) — с Дэвидом фон Эрихом[9]
- Cauliflower Alley Club
  - Премия за жизненные достижения Арта Абрамса/Лу Теза (2017)[10]
- NWA Big Time Wrestling / World Class Championship Wrestling / World Class Wrestling Association
  - Американский чемпион NWA в тяжёлом весе (5 раз)[11][12]
  - Американский командный NWA (4 раза) — с Дэвидом фон Эрихом (1), Эль-Хальконом (1) и Керри фон Эрихом (2)[13][14]
  - Техасский командный NWA (2 раза) — с Дэвидом фон Эрихом[15][16]
  - Командный чемпион мира NWA среди трио (Техасская версия) (7 раз) — с Дэвидом и Керри фон Эрихом(2), Фрицем фон Эрихом и Майком фон Эрихом (1), Керри фон Эрихом и Майком фон Эрихом (3) и Керри фон Эрихом и Брайаном Адамсом (1)[17]
  - Командный чемпион мира NWA (1 раз) — с Дэвидом фон Эрихом[18][19][20]
  - Телевизионный чемпион WCCW (1 раз)[21][22]
  - Техасский чемпион WCWA в тяжёлом весе (2 раза)[23][24]
  - Чемпион мира WCWA в тяжёлом весе (1 раз)[25]
  - Командный чемпион мира NWA среди трио (4 раза) — с Керри фон Эрихом и Лэнсом фон Эрихом (1), Майком фон Эрихом и Лэнсом фон Эрихом (1), Крисом Адамсом и Стивом Симпсоном (1) и Керри фон Эрихом и Майклом Хейсом (1)[17]
  - Командный чемпион мира WCWA (3 раза) — с Керри фон Эрихом[26]
- NWA Southwest
  - Чемпион Северной Америки NWA в тяжёлом весе (1 раз)[27]
- Pro Wrestling Illustrated
  - № 78 в топ 500 рестлеров в рейтинге PWI 500 в 1991[28]
  - № 85 в топ 500 рестлеров в рейтинге PWI Years в 2003[29]
  - № 23 в топ 100 команд в рейтинге PWI Years (с Дэвидом, Майком и Керри фон Эрихом) в 2003
- St. Louis Wrestling Club
  - Чемпион Миссури NWA в тяжёлом весе (1 раз)[30]
- St. Louis Wrestling Hall of Fame
  - С 2016 года
- Western States Sports
  - Командный чемпион западных штатов NWA (1 раз) — с Дэвидом фон Эрихом
- WWE
  - Зал славы WWE (2009) — как член семьи фон Эрихов
- Wrestling Observer Newsletter
  - Матч года (1984) с Майком и Керри фон Эрихом пр. «Потрясающих вольных птиц» (Бадди Робертс, Майкл Хейс, и Терри Горди) 4 июля в матче «Все, что угодно».